# 가상 현실 게임
가상 현실 게임은 게임 상의 세계에 사람들이 접속해서 NPC(non-player-character)들과 서로 소통하며 자신들만의 새로운 이야기를 만들어 가는 게임이다. 소설이나 만화에서 보면 캡슐안에 들어가서 뇌파로 게임에 접속한다. 아직 실현되지는 않은 기술이다.